# 龔峰
龔峰（英文：Gong Peak）是一座位於加拿大亞伯達省辛華達河河谷一帶，賈斯珀國家公園境內的山峰，位於威斯山東南側三公里。。此山峰是於1919年由省際邊界調查（Interprovincial Boundary Survey）以一旁的 龔湖（Gong Lake）命名的。